# Kalonka (województwo łódzkie)

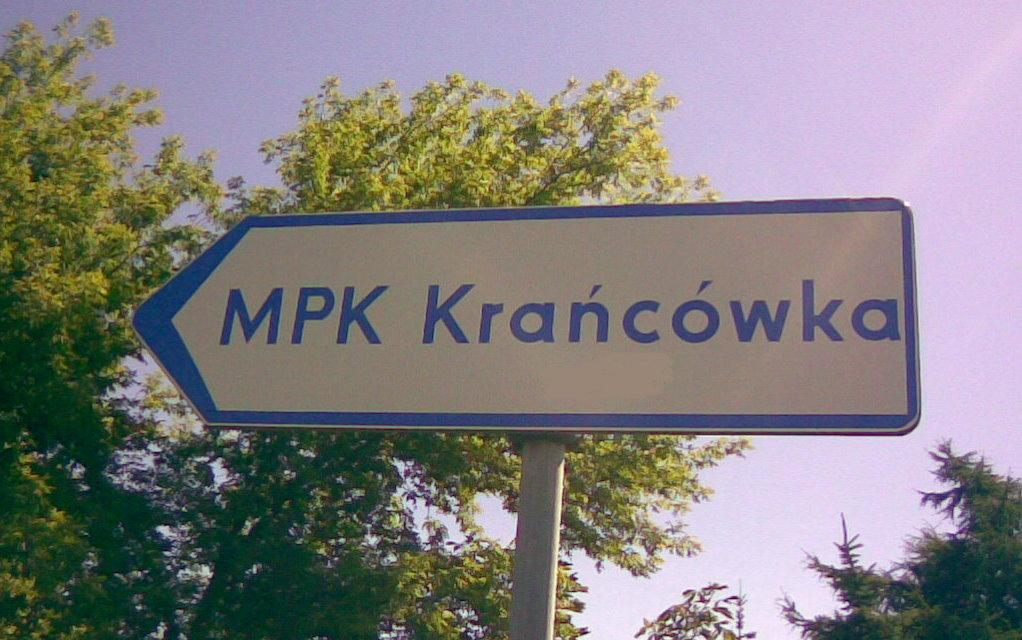
Znak kierunku „krańcówka” w Kalonce

Kalonka – wieś w Polsce położona w województwie łódzkim, w powiecie łódzkim wschodnim, w gminie Nowosolna, na terenie Parku Krajobrazowego Wzniesień Łódzkich. W 2021 liczyła 710 mieszkańców.

## Historia
Wieś w 1827 liczyła 20 domostw. Od 1993 w zaczęło w niej powstawać coraz więcej domów letniskowych oraz całorocznych. Od początku XXI w. miejscowość jest kojarzona jako miejsce rezydowania zamożnych i znanych osób, najczęściej związanych z Łodzią. Dom bądź ziemię posiadali tutaj m.in. Krzysztof Rutkowski, Jarosław Bauc, Bogusław Grabowski, Włodzimierz Stelmach.

## Podział administracyjny
W latach 1954–1959 wieś należała i była siedzibą władz gromady Kalonka, po jej zniesieniu w gromadzie Dobra. W latach 1975–1998 miejscowość położona była w ówczesnym województwie łódzkim. W 2024 stanowiła część sołectwa Kalonka, w które wchodziły również wsie Dąbrówka, Borki, Niecki.

## Transport
Z Łodzi do Kalonki kursują dwa autobusy komunikacji miejskiej – linia 53D z Dworca Łódź Fabryczna i 91B z osiedla Janów w Łodzi, a także autobus PKS Łódź – linia 627 z rynku Nowosolna.

## Religia
W 2001 decyzją arcybiskupa Władysława Ziółka powstała we wsi Parafia Świętego Ojca Pio w Kalonce. Poza rodzimą miejscowością, do parafii należą również Borchówka, Borki, Bukowiec, Dąbrowa, Dąbrówka, Dobieszków, Grabina, Kopanka, Niecki oraz Wódka.

## Kultura
Na terenie wsi działa świetlica wiejska „Świetlica pod kasztanami". W 2023 przeszła gruntowny remont.
W miejscowości działa Koło Gospodyń Wiejskich w Kalonce.

## Sport
Od 2003 we wsi funkcjonuje UPKS Bula-Kalonka Łódź, stanowiący jeden z najstarszych i najliczniejszych klubów pétanquew Polsce. 13 listopada 2009 miało miejsce otwarcie budynku klubowego z krytym bulodromem.
Od 1999 działa w Kalonce Ludowy Klub Sportowy „Kalonka - Kopanka".